# Gerlach von dem Knesebeck
Gerlach Ernst Albrecht Johann von dem Knesebeck (* 14. August 1808 in Stade; † 8. Juni 1859 in Hameln) war ein hannoverscher Berghauptmann im Oberharz.

## Leben
Als Sohn des Landdrosten und Erbherrn Burchhardt Friedrich von dem Knesebeck (23. November 1768 – 23. Dezember 1812) und der Sophie Charlotte Wilhelmine Ernestine von Schlütter (* 2. Januar 1782 – 1844) besuchte Knesebeck die Ritterakademie (Lüneburg). Er studierte an der Georg-August-Universität Göttingen, der Ruprecht-Karls-Universität Heidelberg und der Christian-Albrechts-Universität zu Kiel Rechtswissenschaft. Er war Mitglied der Corps Lunaburgia Göttingen (1827), Guestphalia Heidelberg (1827) und Holsatia Kiel (1828).
Nach den Examen und dem Vorbereitungsdienst trat er in den Verwaltungsdienst des Königreichs Hannover und wurde außerordentlicher kgl. hannoverscher Regierungsrat in Lüneburg. Am 21. April 1847 wechselte er als Oberbergrat nach Clausthal. Dort wurde er am 16. Februar 1851 Chef der Berghauptmannschaft und des Berg- und Forstamtes. Seit dem 10. April 1852 war er der vorletzte Berghauptmann des Hannoverschen Berg- und Forstamtes zu Clausthal. Während seiner Amtszeit wurde mit dem Bau des Ernst-August-Stollens begonnen. Nach ihm wurde 1855 ein Schacht des Erzbergwerkes Grund benannt, der bis 1974 in Betrieb war. Auf der Schachtanlage Knesebeck wurde 1986 ein Bergbaumuseum eröffnet, das der Harzer Bergstadt Bad Grund gehört. Dieser Knesebeckschacht ist heute ein wesentlicher Bestandteil der Weltkulturerbestätte Oberharzer Wasserregal. In Bad Grund trägt auch eine Straße seinen Namen. Seit dem 20. April 1838 war er mit Marie Charlotte geb. Dehnel aus Hannover verheiratet.